# Пол ди Реста
Пол ди Реста (на английски: Paul di Resta) е пилот от Формула 1. Роден е на 16 април 1986 г. в Ливингстън (Великобритания). Настоящ шампион е в шампионата за туристически автомобили на DTM, а също така е и пилот на отбора на Форс Индия във Формула 1.

## Първи стъпки
Започва кариерата си с картинг. В периода 1994 – 2002 година е в различни шампионати с карт машини, като през сезон 2001 печели шампионата на JICA.

## Формула Серии
В края на 2002 година преминава към едноместните формули. Състезава се в британските серии на Формула Рено с екипите на Еуротек Моторспорт и Мейнър.
С последния преминава към Формула 3 през 2005 година, когато завършва и десети в класирането. Следващия сезон той прекарва в ASM Formule 3, като спечелва шампионата с общо пет победи в отделните състезания, побеждавайки бъдещия пилот и световен шампион във Формула 1 Себастиан Фетел.

## ДТМ
От 2007 година Ди Реста се подвизава в ДТМ с Мерцедес, а впоследствие преминава в тима на HWA. През 2010 младият шотландец печели три състезания и става шампион, след като успява да измъкне титлата от ръцете на Бруно Шпенглер в последното състезание в Китай. Преди последния старт Шпенглер води в генералното класиране, но в квалификацията остава едва 17-и и не успява да се придвижи по-напред в състезанието, а същевременно втората позиция на ди Реста му е напълно достатъчна, за да си осигури титлата с три точки преднина.

## Форс Индия
Британецът бива предложен от Макларън за пилот на Форс Индия още през 2009 година, но Виджай Маля и компания се спират на Джанкарло Фисикела, Адриан Сутил и Витантонио Лиуци.
В края на сезона, след като Фисикела се премества във Ферари, Пол ди Реста участва в тест с отбора на Форс Индия. Впоследствие той участва в още няколко серии от изпитания през 2010, а на 26 януари 2011 година е потвърден официално за съотборник на Адриан Сутил.